# Demantsfürth
Demantsfürth ist ein Gemeindeteil des Marktes Uehlfeld im Landkreis Neustadt an der Aisch-Bad Windsheim (Mittelfranken, Bayern). Die Gemarkung Demanthsfürth hat eine Fläche von 3,638 km². Sie ist in 394 Flurstücke aufgeteilt, die eine durchschnittliche Fläche von 9233,15 m² haben. In ihr liegt neben dem namensgebenden Ort der Gemeindeteil Voggendorf.

## Geografie
Das Dorf liegt am rechten Ufer der Aisch. Es münden dort die Weisach als linker Zufluss und der Aschenbach und Altenweihergraben als rechte Zuflüsse in die Aisch. Am Westufer der Aisch liegt das Flurgebiet Au, 0,5 km südlich liegen die Rohrmühläcker und die Schwarzweiher.
Der Ort wird von der Bundesstraße 470 tangiert, die nach Uehlfeld (1 km nördlich) bzw. nach Dachsbach führt (2,7 km südlich). Die Kreisstraße NEA 1 führt nach Peppenhöchstädt (2,4 km östlich). Eine Gemeindeverbindungsstraße führt nach Voggendorf (1 km nordöstlich).

## Geschichte
Der Ort wurde 1344 als „Dymantzfuͤrt“ erstmals urkundlich erwähnt. In dieser Zeit war die Reichsstadt Nürnberg im Ort begütert. Wie aus dem burggräflichen Urbar des Jahres 1361/64 hervorgeht, war auch die Burggrafschaft Nürnberg in „Dyemutsfurt“ begütert. Sie bezogen auch die Hälfte des großen und kleinen Zehnten. Das burggräfliche Amt Dachsbach übte die Fraisch über den Ort aus. Das Markgraftum Bayreuth wurde im frühen 15. Jahrhundert Rechtsnachfolger der Burggrafschaft Nürnberg. Im Dreißigjährigen Krieg wurde Demantsfürth 1632 geplündert und gebrandschatzt.
Gegen Ende des 18. Jahrhunderts gab es in Demantsfürth 21 Anwesen. Das Hochgericht und die Dorf- und Gemeindeherrschaft übte das brandenburg-bayreuthische Kasten- und Jurisdiktionsamt Dachsbach aus. Grundherren waren das Kasten- und Jurisdiktionsamt Dachsbach (1 Gut, 1 Sölde, 3 Häuslein), die Schönborn’sche Herrschaft Pommersfelden (1 Tropfhaus), die Reichsstadt Nürnberg (Landesalmosenamt: 1 Hof, 1 Gut, 2 Sölden, 1 Halbhaus; Spitalamt Heilig Geist: 1 Hof) und der Nürnberger Eigenherr Löffelholz von Kolberg (6 Güter, 3 Tropfhäuser).
Von 1797 bis 1810 unterstand der Ort dem Justizamt Dachsbach und Kammeramt Neustadt. 1810 kam Demantsfürth an das Königreich Bayern. Im Rahmen des Gemeindeedikts wurde Demantsfürth 1811 dem Steuerdistrikt Dachsbach und der 1813 gebildeten Ruralgemeinde Dachsbach zugeordnet. Mit dem Zweiten Gemeindeedikt (1818) entstand die Ruralgemeinde Demantsfürth, zu der Voggendorf gehörte. Sie war in Verwaltung und Gerichtsbarkeit dem Landgericht Neustadt an der Aisch zugeordnet und in der Finanzverwaltung dem Rentamt Neustadt an der Aisch (1919 in Finanzamt Neustadt an der Aisch umbenannt, seit 1972 Finanzamt Uffenheim). Ein Anwesen unterstand bis 1848 in der freiwilligen Gerichtsbarkeit dem Patrimonialgericht Pommelsbrunn. Ab 1862 gehörte Demantsfürth zum Bezirksamt Neustadt an der Aisch (1939 in Landkreis Neustadt an der Aisch umbenannt). Die Gerichtsbarkeit blieb beim Landgericht Neustadt an der Aisch (1879 in das Amtsgericht Neustadt an der Aisch umgewandelt). Die Gemeinde hatte 1964 eine Gebietsfläche von 3,636 km². Am 1. Januar 1972 wurde Demantsfürth im Zuge der Gebietsreform in Bayern nach Uehlfeld eingemeindet.
Der Ort hatte einen Bahnhof an der mittlerweile stillgelegten Bahnstrecke Neustadt (Aisch)–Demantsfürth-Uehlfeld.

### Baudenkmäler
- Haus Nr. 02: eingeschossiges Wohnstallhaus; im Keilstein der Haustür „JHS“(chlegel) / „1844“. Fenster verändert, Satteldach[15]
- Haus Nr. 05: zweigeschossiges Wohnstallhaus von 1808, 1906 völlig um- beziehungsweise neugebaut; im Keilstein der Tür „J AUL / 1808“; im Sturz „P 1906 B“ (Peter Berlet). Satteldach; zugehöriges Austragshaus, zweigeschossig, zwei zu vier Achsen mit profilierten Fensterbänken, frühes 19. Jahrhundert[15]
- Haus Nr. 14: eingeschossiges Wohnstallhaus des frühen 19. Jh., gefährdet; Ecklisenen, Gurtband, profiliertes Holztraufgesims; im Keilstein des Türgewändes „BK“(estler) „1838“. Haustüre horizontal zweigeteilt, zweifeldrig; auf einem Stein über der stichbogigen Stalltür „18 PILK 88“[15]
- Haus Nr. 20: dazugehöriger Brunnen, 1712 datiert; zwei gefaste Pfeiler zu Seiten des runden Brunnenbeckens, Satteldach; bezeichnet „17 GB 12“[15]
- Haus Nr. 27: ehemaliger Bahnhof[16]

### Bodendenkmäler
In der Gemarkung Demantsfürth gibt es ein Bodendenkmal.

### Einwohnerentwicklung
Gemeinde Demantsfürth
| Jahr      | 1818   | 1840   | 1852   | 1855   | 1861   | 1867   | 1871   | 1875   | 1880   | 1885   | 1890   | 1895   | 1900   | 1905   | 1910   | 1919   | 1925   | 1933   | 1939   | 1946   | 1950   | 1952   | 1961   | 1970   |
| Einwohner | 243    | 276    | 264    | 259    | 264    | 259    | 274    | 262    | 256    | 258    | 221    | 238    | 222    | 258    | 264    | 250    | 241    | 253    | 241    | 373    | 386    | 341    | 272    | 243    |
| Häuser    | 40     | 39     |        |        |        |        | 43     |        |        | 46     | 43     |        | 48     |        |        |        | 47     |        |        |        | 46     |        | 49     |        |
| Quelle    | [ 18 ] | [ 19 ] | [ 20 ] | [ 20 ] | [ 21 ] | [ 22 ] | [ 23 ] | [ 24 ] | [ 25 ] | [ 26 ] | [ 27 ] | [ 20 ] | [ 28 ] | [ 20 ] | [ 29 ] | [ 20 ] | [ 30 ] | [ 20 ] | [ 20 ] | [ 20 ] | [ 31 ] | [ 20 ] | [ 12 ] | [ 32 ] |

Ort Demantsfürth
| Jahr      | 001818 | 001840 | 001861 | 001871 | 001885 | 001900 | 001925 | 001950 | 001961 | 001970 | 001987 |
| Einwohner | 151    | 147    | 154    | 154    | 154    | 123    | 146    | 242    | 186    | 151    | 136    |
| Häuser    | 25     | 22     |        |        | 27     | 29     | 31     | 30     | 33     |        | 32     |
| Quelle    | [ 18 ] | [ 19 ] | [ 21 ] | [ 23 ] | [ 26 ] | [ 28 ] | [ 30 ] | [ 31 ] | [ 12 ] | [ 32 ] | [ 1 ]  |

## Religion
Demantsfürth ist seit der Reformation evangelisch-lutherisch geprägt und bis heute nach St. Jakob (Uehlfeld) gepfarrt.